# شهرستان یونگده
شهرستان یونگده (به لاتین: Yongde County) یک شهرستان‌های جمهوری خلق چین در چین است که در لینکانگ واقع شده‌است. شهرستان یونگده  ۳۱۹٬۳۲۶ نفر جمعیت دارد.